# Diego Cavalieri
Diego Cavalieri (São Paulo, Brasil, 1 de diciembre de 1982) es un futbolista brasileño, que posee pasaporte italiano. Juega de portero y actualmente se encuentra sin club tras su paso por Botafogo de la Serie A brasileña.

## Carrera
Cavalieri hizo su debut profesional en el Campeonato Paulista con el Palmeiras en partido a domicilio que ganó 0-4 contra el Rio Claro el 24 de junio de 2002. En el Campeonato Brasileño de Serie A Cavalieri jugó 33 partidos de Liga con el Palmeiras, recibiendo 47 goles.
El 11 de julio de 2008 firmó un paqiete acuerdo hasta el año 2012 con el Liverpool FC. El traspaso le costó al club inglés 3 millones de libras. Debutó con el Liverpool en un partido amistoso contra el Tranmere Rovers el 12 de julio de 2008.
Era el tercer brasileño en el Liverpool después de Fábio Aurélio y Lucas Leiva. A su llegada Cavalieri declaró que "Era un sueño para mi venir a Europa, aunque fui sorprendido por cómo de rápido sucedió todo. Todo se arregló en una semana." En el momento de su llegada Cavalieri recibió la camiseta con el número 64, pero fue cambiado posteriormente por el número 1, que anteriormente llevaba Jerzy Dudek.

## Clubes
| Club           | País       | Año         |
| -------------- | ---------- | ----------- |
| Palmeiras      | Brasil     | 2002 - 2008 |
| Liverpool      | Inglaterra | 2008 - 2010 |
| Cesena         | Italia     | 2010        |
| Fluminense     | Brasil     | 2011 - 2017 |
| Crystal Palace | Inglaterra | 2018        |
| Botafogo       | Brasil     | 2019 - 2021 |

## Selección nacional

### Participaciones en Copas FIFA Confederaciones
| Copa                           | Sede   | Resultado |
| ------------------------------ | ------ | --------- |
| Copa FIFA Confederaciones 2013 | Brasil | Campeón   |

## Palmarés

### Campeonatos regionales
| Título              | Equipo     | País   | Año  |
| ------------------- | ---------- | ------ | ---- |
| Campeonato Paulista | Palmeiras  | Brasil | 2008 |
| Taça Guanabara      | Fluminense | Brasil | 2012 |
| Campeonato Carioca  | Fluminense | Brasil | 2012 |
| Taça Guanabara      | Fluminense | Brasil | 2017 |

### Campeonatos nacionales
| Título  | Equipo     | País   | Año  |
| ------- | ---------- | ------ | ---- |
| Serie B | Palmeiras  | Brasil | 2003 |
| Serie A | Fluminense | Brasil | 2012 |

### Campeonatos internacionales
| Título                        | Selección | Sede          | Año  |
| ----------------------------- | --------- | ------------- | ---- |
| Copa Mundial de Fútbol Sub-17 | Brasil    | Nueva Zelanda | 1999 |
| Copa Confederaciones          | Brasil    | Brasil        | 2013 |